# ماسکوو (مریلند)
ماسکوو (به انگلیسی: Moscow) یک محدوده ثبت‌نشده در ایالات متحده آمریکا است که در شهرستان الیگنی، ایالت مریلند است و جمعیت آن در سرشماری سال ۲۰۱۰ میلادی، ۲۴۰ نفر بوده‌است.